# 顏旭懋
顏旭懋（1975年9月13日—），中華民國雲林縣出身的政治人物，曾任土庫鎮鎮民代表、雲林縣議員。加入民主進步黨多年，2022年4月29日因走私毒品案被屏東地檢署《毒品危害防制條例》「運輸第二級毒品罪」求處顏旭懋無期徒刑、併科罰金新台幣1500萬元，隔日民進黨雲林縣黨部宣布開除黨籍。2023年4月7日，屏東地方法院依運輸二級毒品罪判處顏旭懋無期徒刑、褫奪公權終身，並追繳不法所得2億多元，2024年1月10日，最高法院駁回上訴，全案定讞。

## 學歷
- 馬光國小
- 馬光國中
- 虎尾農工

## 經歷
- 雲林縣土庫鎮民代表會第19屆鎮民代表
- 雲林縣議會第18屆議員
- 雲林縣議會第19屆議員

## 走私毒品
2022年4月29日涉嫌違反毒品危害防制條例第4條第2項之運輸第二級毒品、及懲治走私條例第2條第1項之私運管制物品進口等罪嫌，遭屏東地檢署提起公訴，並求處無期徒刑，亦遭民進黨開除黨籍。
2023年4月7日，民進黨籍前雲林縣議員顏旭懋籌組跨國運毒集團，從海上接運約640公斤、市價近10億元的安非他命進港，檢、巡、警聯合查獲時，推估至少有530公斤安毒流入市面，屏東地方法院依運輸二級毒品罪判處顏旭懋無期徒刑，褫奪公權終身，並追繳不法所得2億多元，2024年1月10日，最高法院駁回上訴，全案定讞。